# حبل الغسيل
حبل الغسيل هي مسرحية للكاتب علي أحمد باكثير. عرضت على مسرح ميامي سنة 1965، مثلتها فرقة المسرح الحديث من إخراج فوزي درويش، وشارك في تمثيلها فاروق حكيم، روحية خالد، زوزو حمدي الحكيم، لطفي عبد الحميد، علي الغندور، محمد العنابي، هالة الشواربي. لم يستمر عرض مسرحية حبل الغسيل أكثر من ست ليال، وكانت آخر ما عُرض لباكثير على خشبة المسرح المصري.

## معركة حبل الغسيل
أدى فشل عرض حبل الغسيل إلى معركة أدبية بين باكثير وعدد من المثقفين اليساريين، وتم اعتبار المسرحية وظروف عرضها دليلا على اضطهاد باكثير من قبل اليساريين بمنع مسرحياته من العرض في الفترة من سنة 1956 إلى سنة 1969.
وردت تفاصيل هذه المعركة في كتاب الخروج عن النص في علاقة باكثير والمسرح المصري للباحثة عبير سلامة، صدر سنة 2013 عن المجلس الأعلى للثقافة في القاهرة. ويضم الكتاب عدد كبيرا من الوثائق التي تؤيد رأيا مضادا طرحته مؤلفة الكتاب يقول إن العلاقة بين باكثير والمسرح المصري منذ أواخر الخمسينيات لم تكن «معركة بين يمين ويسار، ولا بين مسلمين وكفار، قدر ما كانت معركة بين مثقفين اختلفوا حول تصوارتهم لماهية الفن (ما هو؟ ما شكل محتواه؟) وحول وظيفته (التصوير، التفسير، التغيير)، في سنوات حراك اجتماعي نشط. كانت معركة بين مثقفين اختلفوا أحيانًا لأسباب أخرى غير المصلحة العامة، تعاونوا مع السلطة بدون اعتراض على تجاوزاتها، ولما تعرضت مصالحهم للخطر انقلبوا على أنفسهم، متجاهلين دورهم السابق في إضفاء الشرعية على سلسلة واسعة من الممارسات الخارجة عن نص الحياة الثقافية».